# Búnquer de Sant Pol de Mar
El Búnquer de Sant Pol de Mar és un monument del municipi de Sant Pol de Mar  a la comarca del Maresme, situat entre la platja de la Murtra i la platja de Can Villar, inclòs en l'Inventari del Patrimoni Arquitectònic Català.

## Descripció

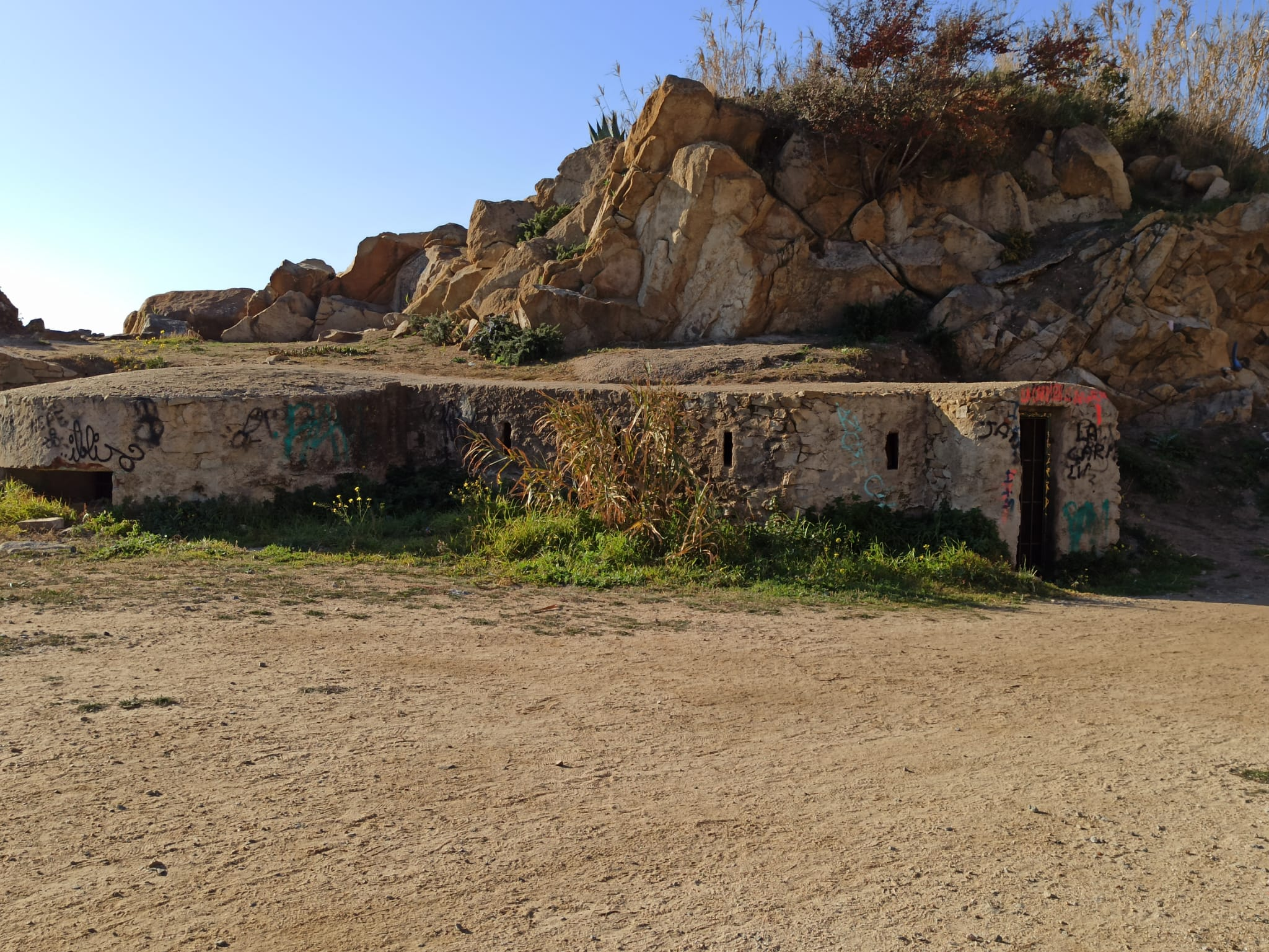
Detall del búnquer

Fou una construcció defensiva feta de formigó que aprofita el terreny rocós de l'extrem sud de la platja de Sant Pol. Per accedir al búnquer, cal entrar per un petit passadís amb dues portes d'entrada opcionals. Tant el passadís com el mateix búnquer disposen de finestres estretes per adaptar-hi armes de foc (fusells, metralletes, etc.) En tota la construcció hi devien cabre aproximadament una vintena d'homes.
Aquest búnquer es degué construir durant la darrera guerra civil espanyola, per a protegir el poble dels atacs que venien, primer, de Mallorca, i després del sud.

## Història
Aquest búnquer és el més gran i complet dels que es troben a la línia de la costa que va des de Mataró fins a Malgrat de Mar. També és el més ben conservat, com es va construir sobre la roca, se salvà de l'acció del mar.